# Dermomurex elizabethae
Dermomurex elizabethae är en snäckart som först beskrevs av McGinty 1940.  Dermomurex elizabethae ingår i släktet Dermomurex och familjen purpursnäckor. Inga underarter finns listade i Catalogue of Life.

## Bildgalleri

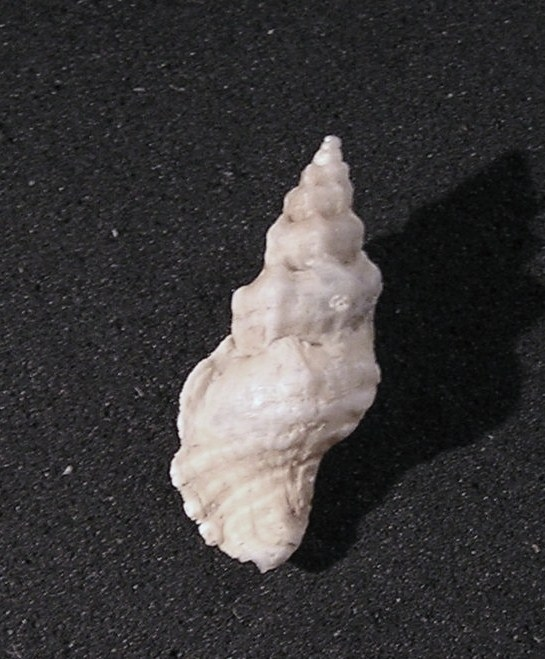